# Giraffatitan
Giraffatitan — рід завроподових динозаврів, що мешкали наприкінці Юрського періоду (Кімеріджський—Титонський віки) на території сучасного регіону Лінді, Танзанія. Спочатку він був названий африканським видом брахіозавра (B. brancai), але згодом його було перенесено в окремий рід. Протягом багатьох десятиліть жирафатитан вважався найбільшим динозавром, але нещодавні знахідки кількох більших динозаврів доводять протилежне: гігантські титанозаври, схоже, перевершували жирафатитана за своєю масою. Крім того, завропод завропосейдон, за оцінками, був вищим і, можливо, важчим за жирафатитана.
Більшість оцінок розмірів жирафатитана ґрунтуються на зразку HMN SII, підліткової особини, але є дані, які підтверджують, що ці тварини могли виростати більшими. Зразок HMN XV2, представлений малогомілковою кісткою на 13 % більшою, ніж відповідний матеріал на HMN SII, міг досягати 23 метрів в довжину і 40 метричних тонн маси тіла або більше.
Жирафатитан мав жирафоподібну статуру, довгі передні кінцівки й дуже довгу шию. Череп мав високу арку перед очима, що складалася з кісткових носових раковин, низки інших отворів і долотоподібних зубів. Перший палець на передній нозі та перші три пальці на задніх ногах були кігтистими.

## Опис

### Розмір
У період з 1914 по 1990-ті рр. жирафатитан вважався найбільшим з відомих динозаврів (не враховуючи можливо більшого, але втраченого мараапунізавра), а отже, найбільшою наземною твариною в історії. Наприкінці XX століття було знайдено кілька гігантських титанозаврів, які за своєю масою перевершували жирафатитана. Однак жирафатитан і брахіозавр все ще залишаються найбільшими завроподами, відомими з відносно повного матеріалу. Знаменитий екземпляр Giraffatitan brancai, встановлений у Берлінському музеї природознавства, є одним з найбільших і, фактично, найвищих закріплених скелетів у світі, що засвідчено Книгою рекордів Гіннеса.
Усі оцінки розмірів жирафатитана базуються на скелеті, встановленому в Берліні, який частково побудований з автентичних кісток. Вони були взяті здебільшого зі зразка HMN SII, підліткової особини довжиною 21,8—22,46 метра і заввишки близько 12 метрів.

## Палеобіологія

### Метаболізм
Якби жирафатитан був теплокровним, йому знадобилося б приблизно 10 років, щоб досягти повного розміру, а якби він був холоднокровним — то понад 100 років. Як теплокровна тварина, добова потреба жирафатитана в енергії була величезною; йому, ймовірно, потрібно було з'їдати понад 182 кг їжі на день.